# Niccolò Pellipario

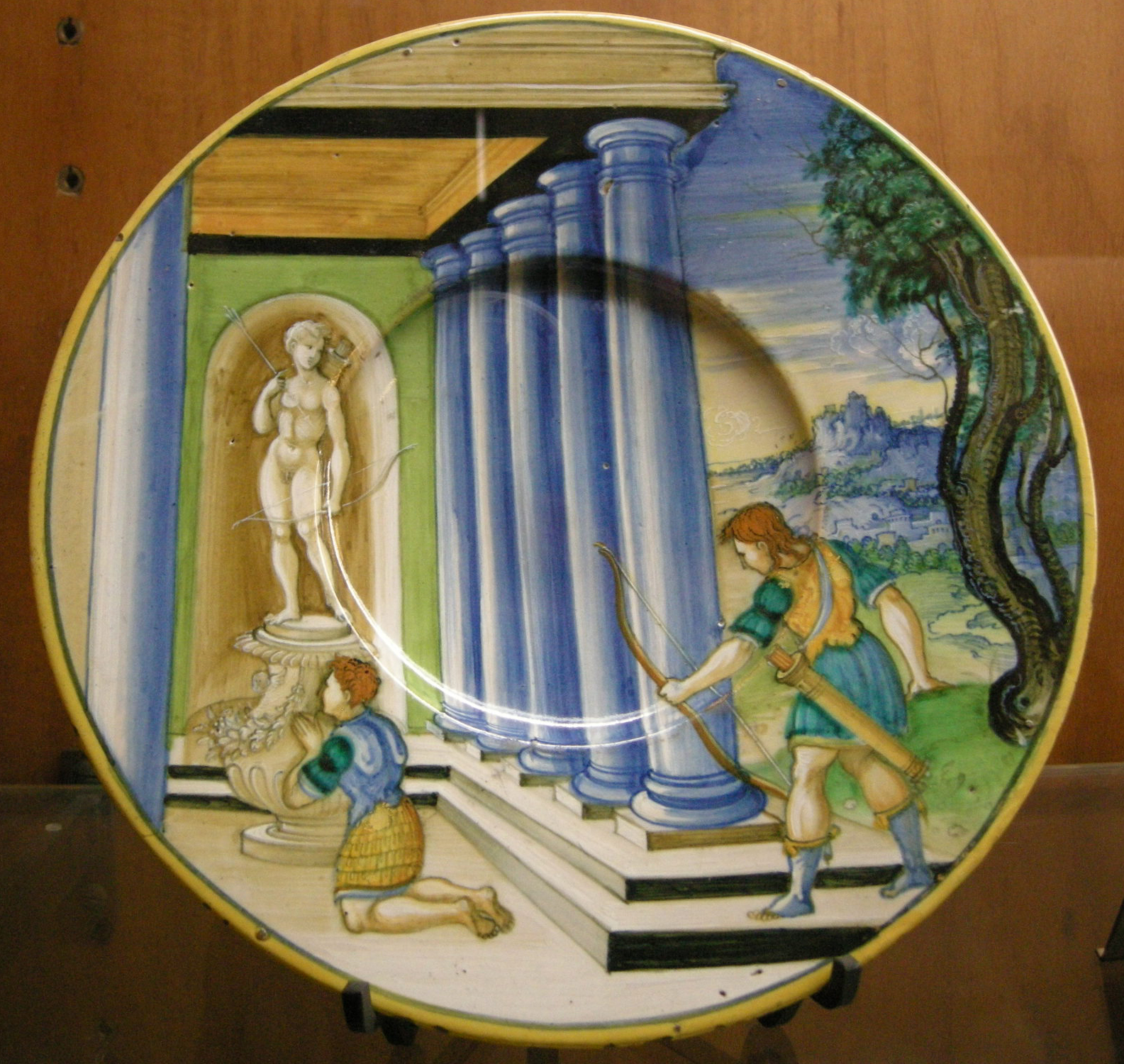
Nicola da Urbino, piatto con La morte di Achille, 1525-1535 circa Castello Sforzesco

Niccolò Pellipario (Urbania, 1480 circa – Urbino, 1537 o 1538) è stato un pittore, ceramista e commerciante di pellami italiano.

## Biografia
Niccolò Pellipario, confuso a volte con Nicola di Gabriele Sbraghe, era nato a Urbania (che fino al 1636 si chiamava Casteldurante) dove, con il fratello Simone, aveva esercitato l'arte del conciatore ed era stato commerciante di pelli (da cui il soprannome Pellipario ovvero del Pellicciaio), come ha puntualizzato Franco Negroni. Il suo vero cognome era Schippe e suo padre si chiamava Battista; sposò Vittoria Costanzi da Fossombrone.
Si trasferì a Urbino e, grazie alla fama delle sue decorazioni su ceramica, divenne noto come Nicola da Urbino. Ha dato anche origine a una dinastia di ceramisti, noti come Fontana, poiché suo figlio Guido (detto anche Guido Durantino), intorno al 1553 cambiò in Fontana il cognome Schippe, prendendo anche le distanze dal soprannome Pellipario. Ceramisti furono due nipoti di Niccolò - Orazio e Camillo (figli di Guido) - e anche un altro nipote Flaminio (che era nato dal figlio Nicola I, morto giovane).

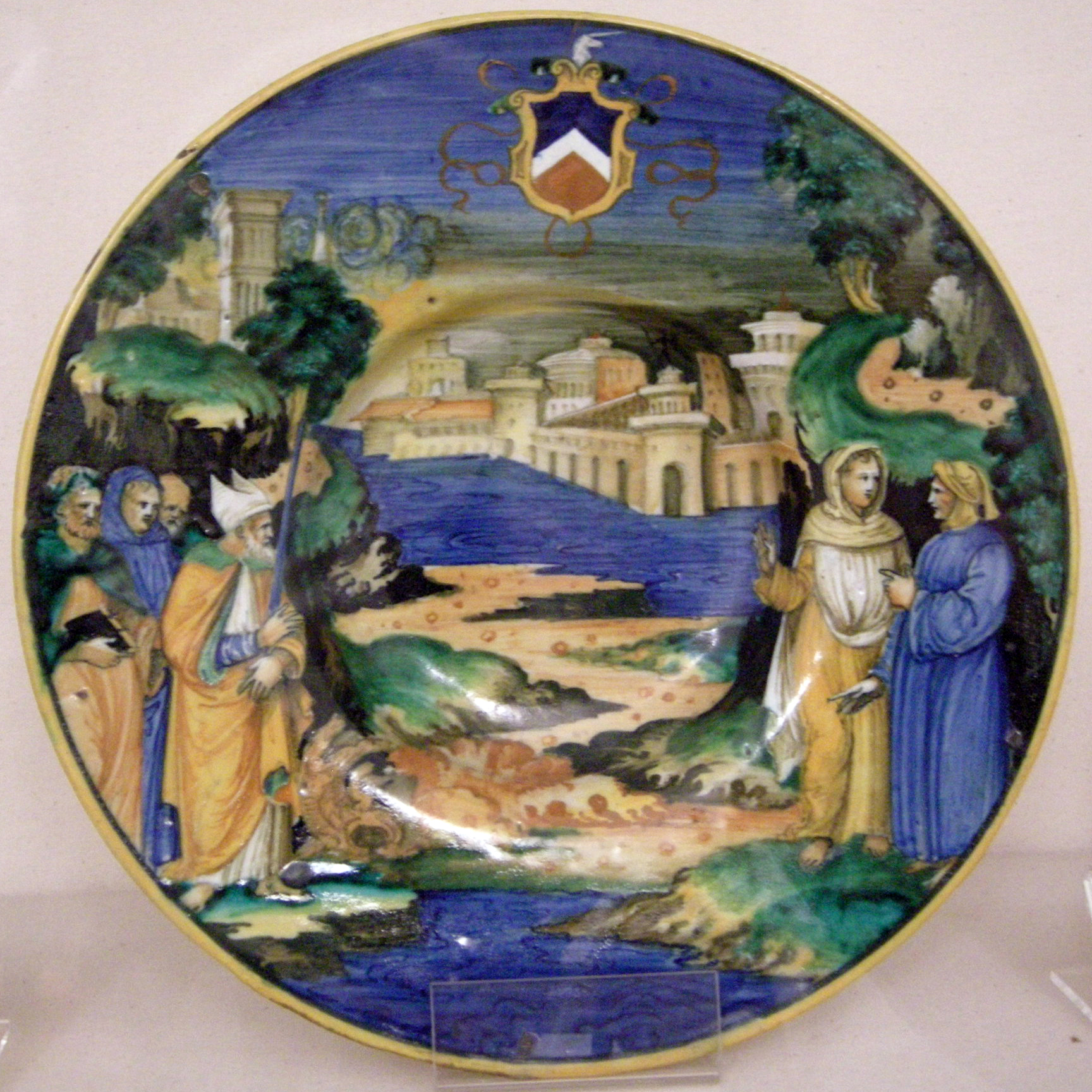
Nicola da Urbino, piatto con Dante e Virgilio nel Limbo, 1532 circa Musei civici (Pesaro)

Maestro indiscusso dello stile bello o stile istoriato - che superava quello precedente, più semplice e caratterizzato da soli motivi decorativi - Niccolò Pellipario dipingeva le sue ceramiche con soggetti ispirati a personaggi della mitologia, a storie della Bibbia e a volte anche a episodi contemporanei. Suoi modelli erano le incisioni di Marcantonio Raimondi. Aveva un marcato senso del paesaggio, conosceva le regole della prospettiva architettonica e perfezionò le tecniche del colore. Nella sua tavolozza predominavano i verdi e i turchini chiari, ma erano anche presenti tonalità calde, come il giallo e l'arancio, a volte illuminate dai lustri metallici. Oltre a piatti, realizzò coppe con ritratti femminili: si tratta della serie detta delle belle.  Nella sua bottega si formò Francesco Xanto Avelli di Rovigo.

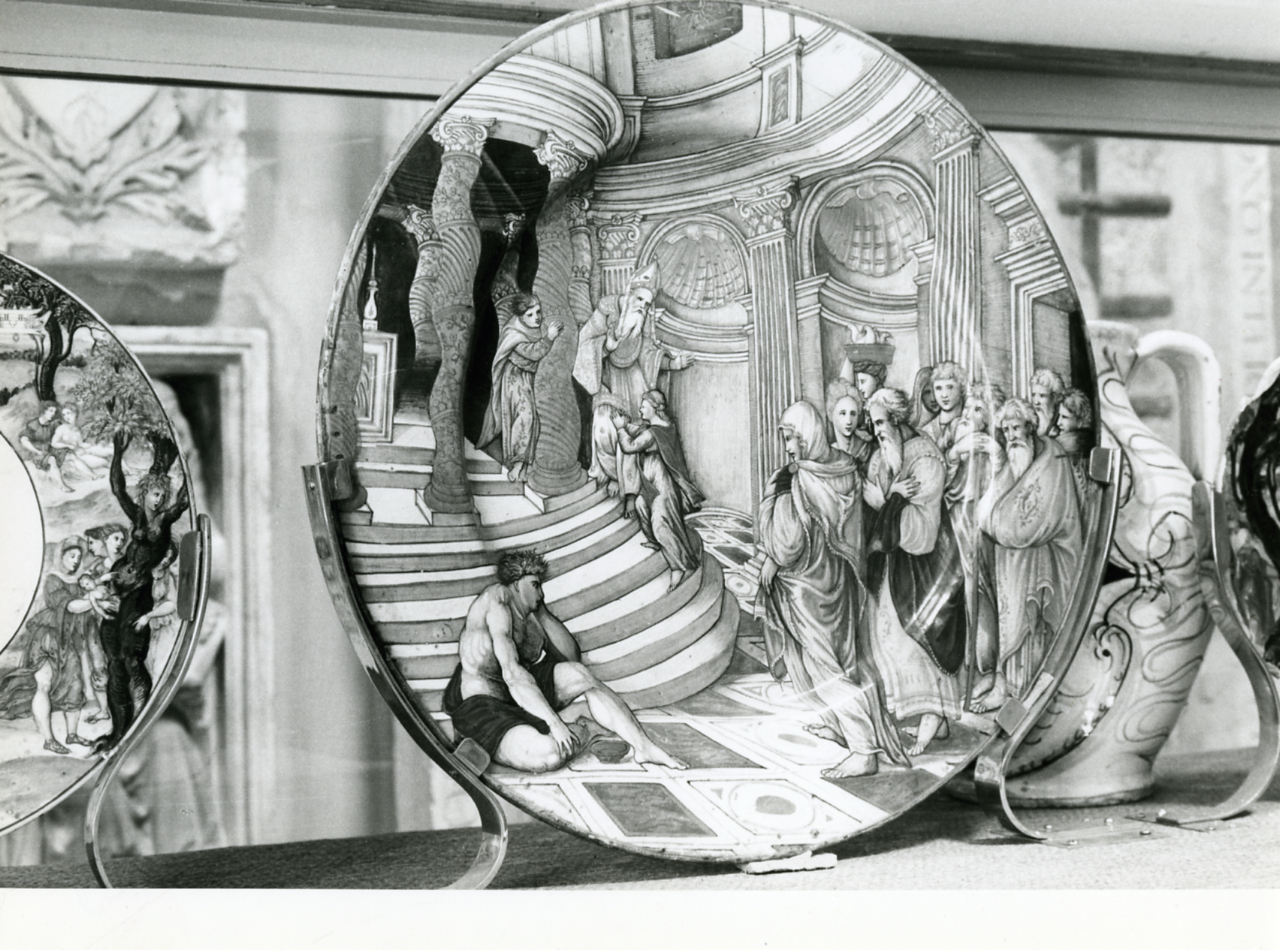
Piatto con Presentazione della Vergine al tempio di Mastro Giorgio Andreoli e di Niccolò Pellipario - Paolo Monti, Servizio fotografico (Bologna, 1971)

### Opere
Il suo piatto col Martirio di Santa Cecilia, datato 1528, ora al Museo nazionale del Bargello, a Firenze, presenta per la prima volta la tonalità gialla, che diventerà tipica della ceramica di Urbino.
Ai Musei civici di Pesaro si conserva una coppa con San Giuda Taddeo. A Siena, nella collezione del Palazzo Chigi-Saracini, c'è un suo piatto con Adamo ed Eva e una sua coppa, con l'immagine di Laocoonte, è al Museo del Castello Sforzesco, a Milano.

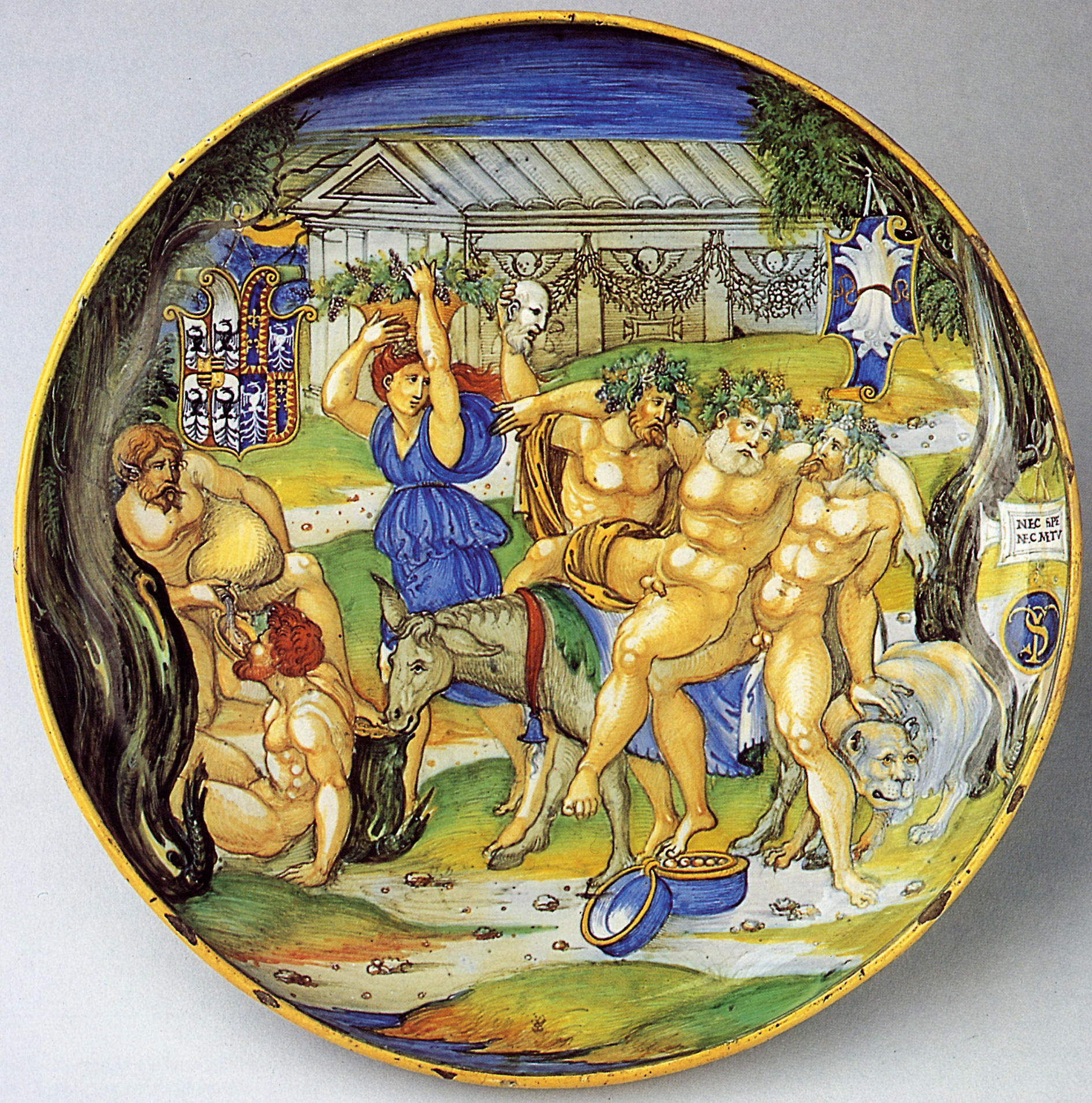
Niccolò Pellipario, piatto del Corteo bacchico con sileni e satiri che sostengono Sileno, MET

#### Servizida pompa
Del suo servizio di piatti da pompa, realizzato per le famiglie Ridolfi-Medici nel 1525, restano diciannove pezzi, di cui diciassette sono al Museo Correr di Venezia e gli altri due, uno è a Oxford e l'altro a Berlino. Del servizio di piatti per Isabella d'Este-Gonzaga, realizzato nel 1519 circa, venti pezzi si trovano al Victoria and Albert Museum, a Londra, e altri sono al Louvre, a Bologna (il piatto col mito di Adone e Mirra e con stemma Este-Gonzaga), al Metropolitan Museum e a Cambridge. Il servizio era stato commissionato da Eleonora Gonzaga Della Rovere, duchessa di Urbino, come dono per sua madre Isabella d'Este, marchesa di Mantova. Gli stemmi sono quelli di Isabella e di suo marito Francesco II Gonzaga. Al MET si conserva anche il tagliere con Leone X presenta al marchese Gonzaga il bastone di comando come capitano generale della Chiesa, del 1521, e un piatto con corteo bacchico (vedi immagine).